# Краснокаменский район
Краснокаменский район —  административно-территориальная единица (район) в Забайкальском крае России.
В рамках организации местного самоуправления в границах района функционирует Краснокаменский муниципальный округ (в 2004—2023 гг. — муниципальный район).
Административный центр — город Краснокаменск.

## География
Район расположен на юго-востоке Забайкальского края и занимает территорию общей площадью 5,3 тыс. км², граничит с Китаем. На территории района расположены город Краснокаменск  и 11 сел и посёлков. Расстояние до Читы 560 км. Рельеф большей части территории низкогорный, распространены холмисто-увалистые и мелкосопочные равнины, низкогорья, разъединённые обширными понижениями и сухими впадинами. Район обладает большим минеральным и сельскохозяйственным ресурсным потенциалом. Имеются: Талан-Гозагорское месторождение шабазитсодержащих пород, Стрельцовское месторождение урана, Уртуйское месторождение бурых углей, Уртуйское месторождение флюорита и др.
Климат резко континентальный с жарким коротким летом и продолжительной холодной зимой. Весна и начало лета в основном засушливы, весной часты пыльные бури. Средняя температура в июле +18 ÷ +20 °C (максимальная +38 °C), в январе −22 ÷ −26 °C (абс. минимум −47 °C). Годовое количество осадков не превышает 200—300 мм. Протекает р. Аргунь и её приток р. Урулюнгуй. Основными и наиболее ценными почвами являются чернозёмы: среднемощные мало-, среднегумусные и луговые, а также глубокопромерзающие и каштановые. Почвы часто засолены. На чернозёмных и каштановых почвах распространена разнотравно-злаковая и пижмово-разнотравная степь.

## История
Район образован решением исполнительного комитета Читинского областного Совета народных депутатов от 31 марта 1977 года на основании Указа Президиума Верховного Совета РСФСР от 24 марта 1977 года.

## Население
| 2002    | 2003    | 2007    | 2009    | 2010    | 2011    | 2012    | 2013    | 2014    |
| ------- | ------- | ------- | ------- | ------- | ------- | ------- | ------- | ------- |
| 9987    | ↗71 700 | ↘67 300 | ↘66 938 | ↘64 597 | ↘64 486 | ↘63 665 | ↘62 993 | ↘61 999 |
| 2015    | 2016    | 2017    | 2018    | 2019    | 2020    | 2021    |         |         |
| ↘60 970 | ↘60 197 | ↘59 572 | ↘58 840 | ↘57 944 | ↘57 527 | ↘55 961 |         |         |

### Урбанизация
В городских условиях (город Краснокаменск) проживают  91,38 % населения района.

## Муниципально-территориальное устройство
В рамках организации местного самоуправления в границах района функционирует Краснокаменский муниципальный округ (в 2004—2023 гг. — муниципальный район).
В муниципальный район с 2004 до 2023 гг. входили 10 муниципальных образований, в том числе 1 городское поселение и 9 сельских поселений:
| №        | Муниципальное образование | Административный центр | Количество населённых пунктов | Население (чел.) | Площадь (км²) |
| -------- | ------------------------- | ---------------------- | ----------------------------- | ---------------- | ------------- |
| 1e-06    | Городское поселение       |                        |                               |                  |               |
| 1        | Краснокаменское           | город Краснокаменск    | 1                             | ↘51 137          | 305,68        |
| 1.000002 | Сельские поселения        |                        |                               |                  |               |
| 2        | Богдановское              | село Богдановка        | 1                             | ↘372             | 251,69        |
| 3        | Кайластуйское             | село Кайластуй         | 1                             | ↘447             | 690,70        |
| 4        | Капцегайтуйское           | село Капцегайтуй       | 1                             | ↘254             | 417,75        |
| 5        | Ковылинское               | посёлок Ковыли         | 2                             | ↘707             | 779,07        |
| 6        | Маргуцекское              | село Маргуцек          | 1                             | ↘765             | 215,90        |
| 7        | Соктуй-Милозанское        | село Соктуй-Милозан    | 1                             | ↘303             | 664,35        |
| 8        | Среднеаргунское           | село Среднеаргунск     | 2                             | ↘193             | 766,80        |
| 9        | Целиннинское              | посёлок Целинный       | 2                             | ↘1218            | 714,96        |
| 10       | Юбилейнинское             | посёлок Юбилейный      | 2                             | ↘565             | 520,67        |

Законом Забайкальского края от 27 декабря 2023 года все сельские и городское поселения  вместе с муниципальным районом были упразднены и объединены в Краснокаменский муниципальный округ.

## Населённые пункты
В Краснокаменском районе 14 населённых пунктов, в том числе 1 городской (1 город) и 13 сельских (из них 4 посёлка (сельского типа), 2 посёлка при станции и 7 сёл):
| №  | Населённый пункт | Тип                 | Население      | Муниципальное образование |
| -- | ---------------- | ------------------- | -------------- | ------------------------- |
| 1  | Арамогойтуй      | посёлок при станции | ↘77 (2021)     | Ковылинское               |
| 2  | Богдановка       | село                | ↘372 (2021)    | Богдановское              |
| 3  | Брусиловка       | село                | ↘84 (2021)     | Среднеаргунское           |
| 4  | Кайластуй        | село                | ↘447 (2021)    | Кайластуйское             |
| 5  | Капцегайтуй      | село                | ↘254 (2021)    | Капцегайтуйское           |
| 6  | Ковыли           | посёлок             | ↘792 (2021)    | Ковылинское               |
| 7  | Краснокаменск    | город               | ↘51 137 (2021) | Краснокаменское           |
| 8  | Куйтун           | посёлок             | ↘284 (2021)    | Юбилейнинское             |
| 9  | Маргуцек         | село                | ↘765 (2021)    | Маргуцекское              |
| 10 | Соктуй-Милозан   | село                | ↘303 (2021)    | Соктуй-Милозанское        |
| 11 | Среднеаргунск    | село                | ↘232 (2021)    | Среднеаргунское           |
| 12 | Урулюнгуй        | посёлок при станции | ↘108 (2021)    | Целиннинское              |
| 13 | Целинный         | посёлок             | ↘1201 (2021)   | Целиннинское              |
| 14 | Юбилейный        | посёлок             | ↘471 (2021)    | Юбилейнинское             |

### Упразднённые населённые пункты
- Посёлок Октябрьский (упразднён в 2014 году[22], с 1964 до 2004 гг. — посёлок городского типа).

## Экономика
По объёму производства сельхозпродукции район занимает одно из ведущих мест в Забайкальском крае. Сельхозпредприятия занимаются выращиванием зерновых культур, овощей, пр-вом молока, мяса, шерсти. Сельхозпроизводство ведут: АКФХ «Возрождение» (с. Богдановка), СХА «Богдановка» (с. Богдановка), ФГУП «Государственный племенной завод им. Карла Маркса» (пос. Ковыли), ЗАО «Целинный» (пос. Целинный) и др. В каждом хозяйстве имеются пекарни, в ряде — мельницы и цехи по переработке продукции. Действуют: ОАО «Приаргунское производственное горно-химическое объединение», Краснокаменский ремонтно-механический завод, разрез Уртуйский, ООО «Мясокомбинат „Даурский“» (г. Краснокаменск), входящий в холдинг «Талина».

## Транспорт
По территории района проходит линия железная дорога, связывающая Краснокаменск с Читой, автомобильное сообщение осуществляется между всеми населёнными пунктами. Действовал до 1995 года аэропорт. 1 августа 2013 года из него возобновились рейсы до Читы.

## Образование и культура
На территории района функционируют 23 общеобразовательные школы, 18 ДОУ, 14 учреждений дополнительного образования, в том числе Детская школа искусств, созданная на базе Детской музыкальной школы № 1 и детской музыкально-хореографической школы № 2 (Краснокаменск), Детская художественная школа (Краснокаменск), 17 библиотек, 5 поликлиник, 5 больниц, 8 фельдшерско-акушерских пунктов и т. д. В 1990 году создана Краснокаменская городская радиоредакция, в 1993 — Краснокаменское телевидение. В районе находится археологический памятник «Вал Чингисхана». Издаётся еженедельная газета «Слава труду».